# 貴州麻陽河國家級自然保護區
貴州麻陽河國家級自然保護區位於中國貴州省沿河土家族自治县西北部和务川仡佬族苗族自治县東北部麻陽河和洪渡河流域，大娄山脉北东段。保护范围为108°3'53"E～108°19'45"E，28°37'30"N～28°54'20"N，含7個鄉鎮40個自然行政村，森林覆蓋率63.74%，总面积为311.13平方公里。主要以保護國家一級保護動物黑葉猴及其棲息地為主，是全球最大的黑葉猴野生種群分佈地。保護區內還有金錢豹、林麝、穿山甲、亞洲黑熊、大靈貓、豺、白冠長尾雉等國家保護動物29種，紅豆杉、銀杏等國家保護植物15種。

## 生態環境
保護區地處中亞熱帶濕潤氣候區，熱量高，雨水充沛。年平均氣溫16.7°，年均降水量1158.7mm。保護區內的主要河流為烏江的一級支流麻陽河和洪渡河，以及洪渡河的支流紅絲河，烏江亦有一小段流經保護區（思渠鎮暗溪口）。保護區內海拔落差較大，從1400米到300米。河谷切割劇烈，兩岸多峭壁，且多分佈有中亞熱帶常綠闊葉林，適合黑葉猴的生存。为典型的喀斯特地貌。

## 歷史
- 1987年9月，沿河縣建立縣級黑葉猴保護區，分為麻陽河和洪渡河兩個片區，面積43.08平方千米。
- 1994年8月，升級為省級自然保護區，面積擴大為205.15平方千米。
- 2002年3月，為了保證黑葉猴種群及其棲息地的連續完整，省人民政府批准將相鄰的務川縣鋸齒山黑葉猴保護區併入，面積擴大為311.13平方千米。
- 2003年6月，升级为国家级自然保护区[3]。
- 2004年，加入中國生物圈保護區網路。
- 2005年，原貴州麻陽河省級自然保護區更名為貴州麻陽河國家級自然保護區管理局；直屬省林業廳。

## 保護現狀
麻陽河國家級自然保護區是全世界最大的黑葉猴棲息地，有76群730隻左右，約佔全世界黑葉猴總數的三分之一。保護區根據自然環境以及保護對象的分佈特點，分為核心區、緩衝區、實驗區三個部分，核心區面積150.43平方千米，人煙稀少，是黑葉猴的主要活動區域；緩衝區面積150.22平方千米，有少量黑葉猴種群分佈；實驗區面積55.48平方千米，偶有黑葉猴活動，保護區內的人口多分佈在外圍的實驗區。在實驗區個別地點已經成功進行了對個別黑葉猴群落的人工投餵工作，可使遊客一睹黑葉猴之真容，但亦有人批評這會對黑葉猴產生不利影響。
由於黑葉猴歷來沒有被食用或藥用的傳統，因此基本沒有針對黑葉猴的盜獵情況。但對保護區內其他在中餐中認為可食用或藥用的珍稀動物如紅腹錦雞、白冠長尾雉、中華穿山甲、中國大鯢、斑羚的盜獵活動仍時常發生。
区内已记录种子植物1,168种, 鸟类198种, 兽类44种, 两栖爬行动物44种, 鱼类55种。
近年來彭水電站的興建導致緊鄰電站的保護區內水位上漲，對保護區原有的生態系統亦有一定影響。
此外，據報道稱保護區附近的鄉鎮很可能將來會興建核電站，也引發了人們的擔憂。